# Saltinho (Gwinea Bissau)
Saltinho – wieś w Gwinei Bissau, w regionie Bafatá, w sektorze administracyjnym Xitole nad rzeką Corubal.

## Historia
Saltinho zostało utworzone w połowie lat 60. XX wieku jako obóz wojskowy portugalskich sił zbrojnych podczas wojny kolonialnej w Gwinei Portugalskiej (1963–1974). Stacjonowały tu różne oddziały, a także CCAC 3490 myśliwy batalion 3872 w Galomaro z CCAC 2406 z 2852 Batalionu Policji w Bambadinca, a także  CCAC 2,701th.
Dawny obóz wojskowy w Saltinho jest obecnie opuszczony, znajduje się tam kompleks hotelowy, odwiedzany głównie przez portugalskich weteranów wojennych oraz turystów myśliwskich i przyrodniczych, oferuje szeroki widok na otaczający krajobraz z bystrzami i małymi wodospadami na rzece Corubal. Most z betonowymi łukami nad rzeką Corubal został zbudowany jako Ponte General Craveiro Lopes w 1955, jego patronem był Francisco Craveiro Lopes – marszałek lotnictwa Portugalii, polityk, 13. prezydent kraju